# Duello tra le rocce
Duello tra le rocce (Hell Bent for Leather) è un film del 1960 diretto da George Sherman.
È un film western statunitense con Audie Murphy, Felicia Farr e Stephen McNally.

## Trama
Clay Santell, che si occupa di fare da mediatore per la vendita di bestiame, viene aggredito nel deserto da un uomo che gli porta via il cavallo. Mentre il bandito fugge, Clay gli spara con la pistola, lo colpisce a una spalla, gli fa cadere il fucile e con quello si avvia verso la cittadina di Sutterville. Qui, per un dettaglio del fucile viene scambiato per Trevers, un fuorilegge ricercato attivamente da Deckett, lo sceriffo federale. Costui lo arresta e intende sottoporlo a un regolare processo. Quando i due rimangono da soli Deckett confessa a Clay che sa benissimo che lui non è Trevers, ma che lo ha arrestato solo per placare la folla in cerca di un colpevole...

## Produzione
Il film, diretto da George Sherman su una sceneggiatura di Christopher Knopf con il soggetto di Ray Hogan, fu prodotto da Gordon Kay per la Universal International Pictures e girato a Lone Pine in California.

## Distribuzione
Il film fu distribuito con il titolo Hell Bent for Leather negli Stati Uniti dal 1º febbraio 1960 al cinema dalla Universal Pictures.
Alcune delle uscite internazionali sono state:
- in Danimarca il 4 luglio 1960 (Fang den mand)
- in Germania Ovest il 29 agosto 1960 (Die Unerbittlichen)
- in Finlandia l'11 novembre 1960 (Armoton sheriffi)
- in Spagna il 6 dicembre 1969 (Cargado con la culpa ajena, in prima TV)
- in Austria (Die Unerbittlichen)
- in Brasile (Com o Dedo no Gatilho)
- in Grecia (I ekdikisis tou mavrou aetou)
- in Francia (Le diable dans la peau)
- in Italia (Duello tra le rocce)

## Promozione
La tagline è: "Target For Terror!".